# Ian Wright
Ian Edward Wright, född 3 november 1963 i Woolwich, är en engelsk före detta fotbollsspelare.

## Fotbollskarriär
Wright skrev sitt första proffskontrakt som med Crystal Palace FC 1985, som 21-åring. Under sina sex säsonger i klubben gjorde han 117 mål på totalt 277 matcher, vilket gör honom till klubbens tredje bästa målskytt någonsin. 
I september 1991 skrev han på för Arsenal FC för 2,5 miljoner pund, vilket då var rekord för klubben. Han kom att bli en av Arsenals viktigaste spelare under 90-talet, under sex säsonger i rad blev han klubbens bästa målgörare. Han utsågs till månadens spelare i november 1996 i Premier League. När han lämnade 1998 var han med sina 185 mål Arsenals bästa målskytt någonsin. Sedan dess har han dock passerats av Thierry Henry. 
Efter Arsenal spelade han kortare perioder i West Ham United FC, Nottingham Forest FC, Celtic FC och Burnley FC. Han avslutade sin fotbollskarriär 2000 och har sedan därefter gjort karriär som tv- och radiopersonlighet.

## Mediakarriär
Wright Across America är en av flera serier som Ian Wright har varit programledare i. Denna serie handlar om Ian & motorcykelbyggaren Nicky Bootz som åker en roadtrip tvärs över USA. De kör drygt 500 mil på bara 21 dagar. Från Florida till San Diego. De besöker de finaste och populäraste platserna USA har att erbjuda. Från Grand Canyon till Amerikas största motorcykelmässa.